# آرتور اولچ
آرتور اولچ (انگلیسی: Artur Olech; ۲۲ ژوئن ۱۹۴۰ – ۱۲ اوت ۲۰۱۰) بوکسور اهل لهستان بود.